# 米哈伊尔·列万多夫斯基
米哈伊尔·卡尔洛维奇·列万多夫斯基（俄语：Михаи́л Ка́рлович Левандо́вский，1890年5月15日（3日）—1938年7月29日）是苏联军事领导人，曾任外高加索军区司令、西伯利亚军区司令。他是波兰人，母亲是俄罗斯人。1938年，被捕判处死刑。1956年，平反。